# Молочник (посуда)

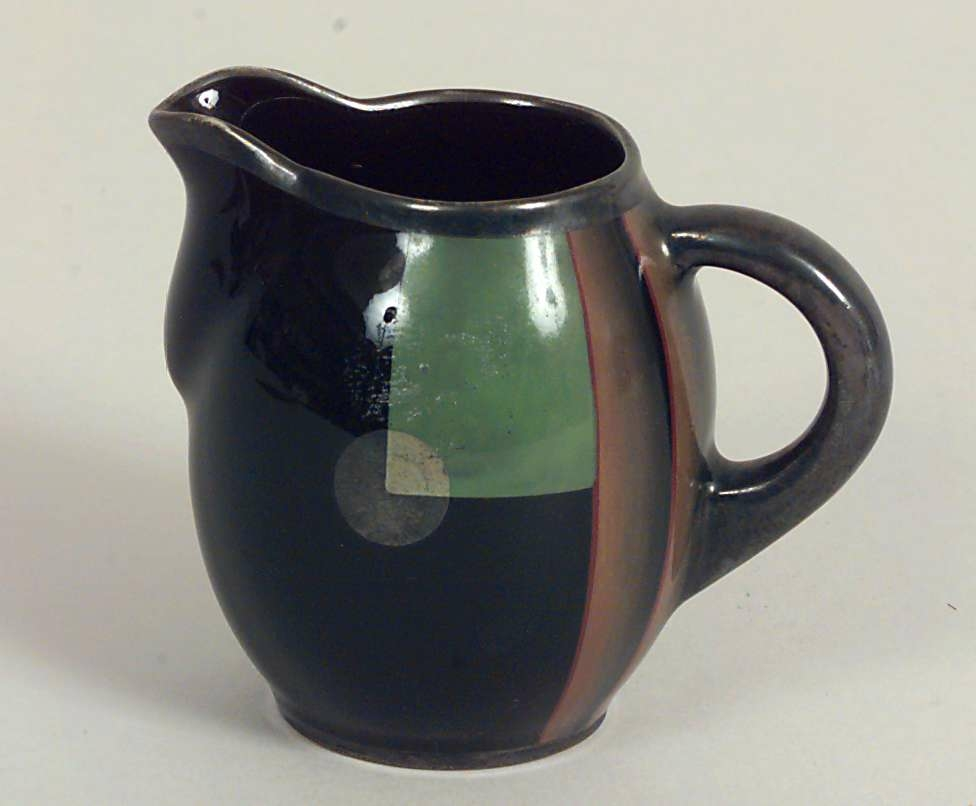
Молочник (1928)

Моло́чник (также сли́вочник) — сосуд для молока или сливок, предмет чайной или кофейной посуды, обычно грушевидной формы.
Специализированные сосуды для сервировки молока существуют по крайней мере несколько тысячелетий, но современные молочники появились в Великобритании, когда англичане начали добавлять молоко и сахар в чай в 1720-х годах (отсутствовали до времён королевы Анны). Появление молочников запаздывало по сравнению с другими элементами чайного сервиза, широкое распространение они получили лишь в 1740-е годы, когда серебряные изделия, тогда на трёх ножках (конструкция с одной опорой была популярна до 1730 года и вернулась после 1760 года), стали популярными в качестве подарков. Наборы из чайника, сахарницы и молочника, объединённых единым дизайном, стали популярными во времена Георга III, хотя отдельные образцы изредка встречались и ранее.

## В форме коровы

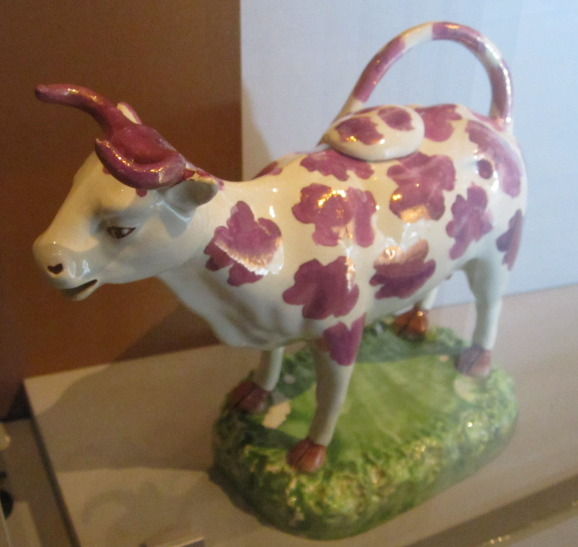
Молочник (1820—1840)

Первые молочники в форме коровы появились в Средиземноморье около 3 тысяч лет тому назад.
Завезённые в Европу через Голландию, молочники в форме коровы стали широко популярными в Англии к 1740-м годам. Вначале они делались из керамики, но уже к 1750-м годам голландские мастера привнесли в Англию и серебряные молочники (особенно выделяется роль Джона Шуппе, англ. John Schuppe, переехавшего в Англию в 1750 году). Л. Ллой-Джонс объясняет популярность этой формы молочника в Англии повсеместным тяготением англичан в то время к крупному рогатому скоту — будь то в форме коровы, неофициального народного символа (Джон Буль изображался в виде быка на карикатурах), интереса женщин высшего общества к молоку.

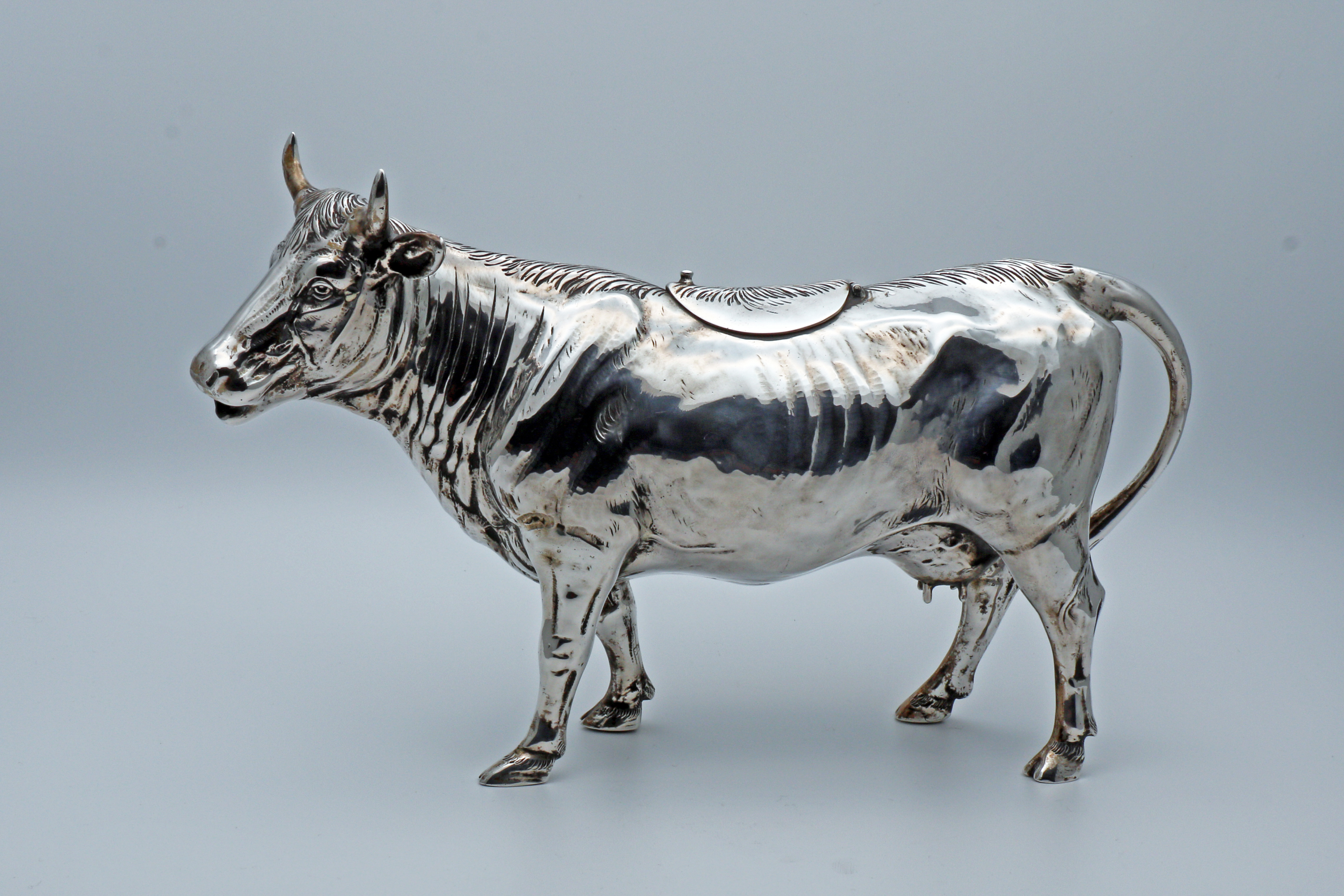
Серебряный молочник (Германия, 1900-е годы)

Полая фигурка коровы заполняется через отверстие в спине фигурки, молоко разливается через носик в морде коровы, а ручка изображает хвост. Корова обычно изображается стоящей, иногда на невысоком пьедестале, изображающем пастбище, иногда просто на четырёх ногах. Выражение лица коровы варьирует в диапазоне от удивлённого и невинного до «полного идиотизма». Верхнее отверстие прикрыто крышечкой, по форме напоминающей седло.
Этот тип молочника выпускается до наших дней, хотя и рассматривается как эксцентричная особенность британского стола, противоречащая современной тенденции к чётким линиям. Современные образцы не демонстрируют мастерства, характерного для изделий XIX века: они обычно примитивно стилизованы и выглядят глуповато, Р. Котнер объясняет это не потерей навыков, а сниженной ролью коровы в современной культуре. Несмотря на гигантское число выпущенных молочников, они редко используются по назначению.
Молочники в форме коров естественным образом привлекли внимание коллекционеров. Особенно выделяются две коллекции: Кейлер в гончарном музее в Сток-он-Тренте (667 керамических молочников эпохи 1750—1825 годов) и коллекция Райс в Университете Тейлора в Индиане (США, 250 молочников).